# Перестановка вагонов
Перестановка вагонов — замена вагонных тележек грузовых или пассажирских железнодорожных вагонов для обеспечения бесперегрузочного или беспересадочного железнодорожного сообщения на железных дорогах с различной шириной колеи.
Перестановка вагонов используется для продолжения движения пассажирских вагонов в поездах дальнего следования без пересадки пассажиров, а также грузового подвижного состава и в тех случаях, когда перегруз нерентабелен или опасен.

## Способы замены тележек

### Подъём вагона
Железнодорожный вагон поднимается специальными домкратами, после чего вагонные тележки одной ширины колеи выкатываются, а на их место закатываются тележки другой колеи. В случае перехода между колеями 1520 и 1435 мм движение тележек осуществляется по одному и тому же переходному пути колеёй 1520 мм (иногда зауженному до минимально допустимых 1508 мм) с контррельсами, удерживающими тележки 1435 мм за внутреннюю поверхность гребней колесных пар (реборд) от схода с рельс. Путь 1520 мм непосредственно переходит в 1435 мм на выезде с перестановочного пункта, плавно сужаясь. В случае с колеей 1668 (1676) мм европейская колея «вложена» внутрь широкой и получается четырёхниточный переходный путь. Аналогично с узкоколейными дорогами — они свободно размещаются внутри европейской (или русской) колеи — 1067 и 1000 мм внутри 1435 или 1520 мм.
После подкатки нужных тележек вагон опускают, соединяют тормозные тяги, шланги и электрокабели и, при необходимости, меняют сцепки (для стран Европы — на винтовую стяжку, Китая и Северной Кореи — на автосцепку Джаннея или специальный переходник). У грузовых вагонов сцепки обычно не меняют, а цепляют в состав через вагоны прикрытия. Особые правила применяются для Ирана — там, как и в странах бывшего СССР, применяется автосцепка СА-3, что снимает необходимость замены сцепок и упрощает передачу вагонов на колею 1435 мм.

### Опускание тележки
Железнодорожный вагон закрепляется, а вагонные тележки опускаются вниз посредством специального лифта, затем на их место поднимаются тележки другой ширины колеи. Такой способ более технологичен, однако, при очевидной экономии времени замены тележек, он требует существенных капитальных вложений. Впервые использован на станции Драй Крик в Аделаиде, Австралия.

## Пункты перестановки вагонов в разных странах

### Австралия
С 1961 по 1995 год имела 5 пунктов перестановки вагонов.
Пункты находились в:
- Dynon, Melbourne, Victoria
- Уодонга около Олбери
- Порт-Пири, South Australia[1]
- Peterborough, South Australia
- Dry Creek, Adelaide, South Australia — самый новый и современный пункт[2][3][4]

Наибольшая нагрузка — пункт Dynon, в период 1981—1982 гг 24110 вагонов прошли перестановку, в среднем 66 вагонов в день. Это производилось персоналом 18 человек в смене.

### Беларусь
- Пункт перестановки вагонов станции УнгеньБрест — перестановка с колеи 1520 мм на колею 1435 мм на границе с Польшей.

### Боливия
- Перестановка с колеи 762 мм на колею 1000 мм на «Железной дороге из Антофагасты в Боливию».

### Грузия
- Ахалкалаки-Грузовая — готовится к запуску пункт перестановки тележек с колеи 1520 мм на колею 1435 мм.

### Иран
- Джульфа — c 1950 года, с колеи 1435 мм на колею 1520 мм (русская колея) на границе с Азербайджаном.
- Серахс — c 1996 года, с колеи 1435 мм на колею 1520 мм (русская колея) на границе с Туркменистаном.
- Захедан — предложено в 2008 году, с колеи 1435 мм на колею 1676 мм (индийская колея) на границе с Пакистаном.

### Испания
- Ирун, Страна Басков — с колеи 1668 мм (иберийская колея) на колею 1435 мм.

### Казахстан
- Достык — на границе с Китаем с колеи 1520 мм на колею 1435 мм.
- Хоргос — на границе с Китаем с колеи 1520 мм на колею 1435 мм.[6]

### Канада
- Перестановка с колеи 1435 мм на колею 1000 мм бывшей железной дороги Newfoundland Railway (Terra Transport) в Port aux Basques

### КНДР
- Туманган — на границе с Россией с колеи 1435 мм на колею 1520 мм (русская колея).

Здесь производится перестановка беспересадочного вагона «Москва — Пхеньян», который курсирует 2 раза в месяц.

### Молдавия
- Унгены — перестановка пассажирских и грузовых вагонов с колеи 1520 мм (русская колея) на колею 1435 мм на границе с Румынией.

### Монголия
- Замын-Уудэ — с колеи 1520 мм на колею 1435 мм на границе с Китаем (Эрэн-Хото).

### Перу
- С колеи 1435 мм на колею 914 мм на станции Ferrocarril Central Andino, включая локомотивы.

### Польша
Перестановка осуществляется между колеями 1520 мм и 1435 мм в следующих пунктах:
- Кузница Белостокская — на границе с Белоруссией
- Верхрата — на границе с Украиной
- Пшемысль — на границе с Украиной

### Россия
- Забайкальск — на границе с Китаем (450 км от Читы) с колеи 1520 мм на колею 1435 мм.
- Гродеково — на границе с Китаем (116 км от Уссурийска и 224 км от Владивостока) с колеи 1520 мм на колею 1435 мм.
- Калининград — с колеи 1520 мм на колею 1435 мм.

### Румыния
- Яссы — на границе с Молдавией с колеи 1435 мм на колею 1520 мм. Участок Яссы — Унгены имеет две колеи 1435 мм и 1520 мм. Перестановка может быть в Яссах и в Унгенах.

### Тунис
- Со стандартной колеи на колею 1000 мм (узкоколейка), в том числе локомотивы.

### Украина
Перестановка осуществляется между колеями 1520 мм и 1435 мм в следующих пунктах:
- Ягодин — на границе с Польшей (135 вагонов в сутки).
- Мостиська II — на границе с Польшей (25 вагонов в сутки).
- Чоп (и с 2018 года Мукачево) — на границе с Венгрией и Словакией.
- Есень — на границе с Венгрией и Словакией (50 вагонов в сутки).
- Вадул-Сирет — на границе с Румынией (150 вагонов в сутки).
- Рени — на границе с Румынией (18 вагонов в сутки).

Участок Мостиська Пшемысль имеет две колеи 1520 мм и 1435 мм, на данном участке может быть перестановка вагонов АК и в Украине и в Польше.
Участок Ковель Хелм имеет две колеи 1520 мм и 1435 мм, благодаря чему из любой области может приехать поезд в Хелм без смены колёсных пар.
Участки в Чопе имеют особенность.
1 Участок Чоп — Захонь — две колеи 1520 и 1435 мм. Перестановка в Чопе.
Участок Чоп — Чьерна над Тисоу — две колеи 1435 мм для пассажирских и 1520 мм для грузовых. Перестановки колес в Чопе и Чьерне над Тисоу.
Участок Батево — Королёво до границы с Румынией — две колеи 1520 мм и 1435 мм, поезд из Словакии в Румынию может поехать через Украину без перестановки колес.
Участок Батево — Мукачево был на колее 1520 мм, построили в Мукачеве платформу для поездов в Венгрию и Словакию с путями 1435 мм для поездов колеи 1520 мм.

### Финляндия
- Торнио — на границе со Швецией с финской (русской) колеи 1524 мм на 1435 мм. Используется только для грузовых перевозок.
- Порт Турку между колеями 1520 мм и 1435 мм для грузовых вагонов, прибывающих на паромах.